# Walter Burkert
Walter Burkert, född 2 februari 1931 i Neuendettelsau i Bayern, död 11 mars 2015 i Zürich, var en tysk klassisk filolog och forskare, en av de mest framstående sentida sådana inom grekisk religion och kult. Han var professor emeritus vid universitetet i Zürich i Schweiz och undervisade även i Storbritannien och i USA.